# Forsog til en Dansk Oeconomisk Plantelaere
Forsog til en Dansk Oeconomisk Plantelaere (abreviado Fors. Oecon. Plantel.) es un libro con ilustraciones y descripciones botánicas que fue escrito por el médico y un botánico danés Jens Wilken Hornemann y publicado en Copenhague en el año 1796, con dos reedicciones.

## Publicación
- Edición n.º 1, 1796
- Edición n.º 2, 1806
- Edición n.º 3, vol. 1 - 1821; vol. 2 - en 2 partes, 1835 & 1837